# Eva Pflug
Eva Pflug (Lipsia, 12 giugno 1929 – Grünwald, 5 agosto 2008) è stata un'attrice e doppiatrice tedesca.

## Biografia
Iniziò la sua carriera teatrale nel 1947 nella sua città natale.
Dopo il suo primo film cinematografico, Der Rat der Götter, recitò nel 1958 al fianco di Curd Jürgens nel fimm Der Schinderhannes di Helmut Käutner.
Eva Pflug attirò maggiore attenzione con il primo film del dopoguerra di Edgar Wallace, Der Frosch mit der Maske.

### Morte
Il 5 agosto 2008 Eva Pflug fu trovata morta nel suo appartamento.
Come causa del decesso si presume un'insufficienza cardiaca.
È stata sepolta nel cimitero Waldfriedhof Grünwald vicino a Monaco di Baviera.

## Filmografia

### Cinema
- Der Rat der Götter - regia di Kurt Maetzig (1950)
- Die Dritte von rechts - regia di Géza von Cziffra (1950)
- Die Csardasfürstin - regia di  Georg Jacoby (1951)
- Unter den Sternen von Capri - regia di Otto Linnekogel (1953)
- Manöverball - regia di Karl Georg Külb (1956)
- Gestehen Sie, Dr. Corda! - regia di Josef von Báky (1958)
- Der Schinderhannes - regia di Helmut Käutner (1958)
- Der Frosch mit der Maske - regia di Harald Reinl (1959)
- Spionaggio al vertice (Man on a String) - regia di André De Toth (1960)
- L'ambasciatrice (Die Botschafterin) - regia di Harald Braun (1960)
- Ich schwöre und gelobe - regia di Géza von Radványi (1960)
- Bis zum Ende aller Tage - regia di Franz Peter Wirth (1961)
- La sfida viene da Bangkok (Die Diamantenholle am Mekong) - regia di Gianfranco Parolini (1964)
- Dead Run - regia di Christian-Jaque (1967)
- 1:0 für das Glück - regia di Walter Bannert (2008)

### Televisione
- Ein Todesfall wird vorbereitet - regia di Karl Fruchtmann - film TV (1963)
- Slim Callaghan greift ein - serie TV (1964)
- Lydia muss sterben - regia di Rainer Erler - film TV (1964)
- Die fünfte Kolonne - serie TV (1964)
- Le fantastiche avventure dell'astronave Orion (Raumpatrouille - Die phantastischen Abenteuer des Raumschiffs Orion) - serie TV (1966)
- Polizeifunk ruft - serie TV (1969)
- Die Kriminalerzählung - serie TV (1970)
- Dem Täter auf der Spur - serie TV (1972)
- Der Kommissar - serie TV (1974)
- Motiv Liebe - serie TV (1975)
- Tatort - serie TV (1976, 2004)
- Notarztwagen 7 - serie TV (1976)
- Eurogang - serie TV (1976)
- Die seltsamen Methoden des Franz Josef Wanninger - serie TV (1978)
- Un caso per due (Ein Fall für zwei) - serie TV (1981)
- Ein zauberhaftes Biest - serie TV (1981)
- Kurklinik Rosenau - serie TV (3 episodi) (1996)
- Vom Küssen und vom Fliegen - regia di Hartmut Schoen - film TV (2000)
- Squadra Speciale Cobra 11 (Alarm für Cobra 11 – Die Autobahnpolizei) - serie TV (2000)
- Lady Cop (Die Kommissarin) - serie TV (2003)
- Rose unter Dornen - regia di Dietmar Klein - film TV (2006)
- Bleib bei mir - regia di Dirk Regel - film TV (2009)

## Doppiaggio
- Eva Marie Saint in Intrigo internazionale
- Glynis Johns in La tela del ragno
- Ursula Andress in La decima vittima, La caduta delle aquile, James Bond 007 - Casino Royale
- Antoinette Bower in Organizzazione U.N.C.L.E., Star Trek
- Anne Bancroft in Il dottor Živago
- June Allyson in L'incredibile Hulk
- Eve Arden in Falcon Crest
- Olympia Dukakis in Inviati molto speciali

### Animazione
- Yzma in Le follie di Kronk, A scuola con l'imperatore